# Mike Oxley
Michael Garver "Mike" Oxley (Findlay, Ohio, 11 de febrer de 1944-McLean, Virgínia, 1 de gener de 2016) va ser un polític estatunidenc del Partit Republicà que va exercir com a representant del 4t districte congressual de l'estat d'Ohio entre 1981 i 2007.

## Biografia
Oxley va néixer en 1944 a Findlay, Ohio. Va obtenir el grau de Bachelor of Arts per la Universitat de Miami en 1966 i es va llicenciar en Dret per la Universitat Estatal d'Ohio en 1969.
De 1969 a 1972, va treballar per l'Oficina Federal d'Investigació (FBI) i es va convertir en membre actiu del Partit Republicà d'Ohio. Va exercir en la Cambra de Representants d'Ohio entre 1973 i 1981.
Oxley va començar a exercir el càrrec de representant dels Estats Units el juny de 1981 en el 97è Congrés dels Estats Units. Va ser president del Comitè de la Càmera de Serveis Financers entre 2001 i 2007, i promotor de la Llei Sarbanes-Oxley amb la finalitat de controlar les empreses que cotitzen en borsa de valors. Oxley va anunciar retirar-se del Congrés l'1 de novembre de 2005, i es va fer efectiu al final del seu mandat en 2007.
Va morir de càncer de pulmó l'1 de gener de 2016.